# تيو جيورجيو
تيو جيورجيو (بالإنجليزية: Teo Gheorghiu)‏ (و. 1992 – م) هو ممثل، وعازف بيانو من سويسرا.

## وصلات خارجية
- تيو جيورجيو على موقع IMDb (الإنجليزية)
- تيو جيورجيو على موقع ألو سيني (الفرنسية)
- تيو جيورجيو على موقع ميوزك برينز (الإنجليزية)
- تيو جيورجيو على موقع أول موفي (الإنجليزية)
- تيو جيورجيو على موقع ديسكوغز (الإنجليزية)
- تيو جيورجيو على موقع قاعدة بيانات الفيلم (الإنجليزية)
- تيو جيورجيو على موقع كينوبويسك (الروسية)